# Frisky Dingo
A Frisky Dingo 2006-ban bemutatott amerikai animációs vígjátéksorozat. A műsor alkotói Adam Reed és Matt Thompson, a történet pedig egy földönkívüli és egy szuperhős párharcairól szól. A két szereplőt Reed szólaltatja meg, mellette a szinkronhangok közt van Christian Danley, Kelly Jenrette, Kate Miller és Killer Mike. 
A sorozatot az Amerikai Egyesült Államokban az Adult Swim adta 2006. október 16. és 2008. március 23. közt, majd később kapott egy folytatást The Xtacles néven. Magyarországon egyelőre nem került bemutatásra.

## Cselekmény
A műsor főszereplője Killface, a fehér börű, humanoid szupergonosz űrlény, aki a Föld elpusztításán fáradozik az Annihilatrix nevű találmányával. Vele szemben van ott a milliárdos iparmágnás, aki Awesome X álnéven harcol a bűnözők ellen. A sorozat kettejük folyamatos csatározását követi nyomon, ám a részek előrehaladtával ellenségekből szép lassan szövetségesek lesznek.

## Szereplők
| Szereplő       | Szinkronhang           |
| -------------- | ---------------------- |
| Killface       | Adam Reed              |
| Xander Crews   | Adam Reed              |
| Ronnie         | Adam Reed              |
| Wendell Stamps | Adam Reed              |
| Stan           | Stuart Culpepper       |
| Sinn           | Kelly Jenrette         |
| Grace Ryan     | Kate Miller            |
| Arthur Watley  | Scott Lipe             |
| The Xtacles    | Lucky Yates            |
| Taqu'il        | Killer Mike            |
| Valerie        | Mary Kraft, Amber Nash |

## Epizódok
| Évad | Évad | Epizódok | Eredeti vetítés     | Eredeti vetítés   |
| Évad | Évad | Epizódok | Évadpremier         | Évadfinálé        |
| ---- | ---- | -------- | ------------------- | ----------------- |
|      | 1    | 13       | 2006. október 15.   | 2007. január 21.  |
|      | 2    | 12       | 2007. augusztus 26. | 2008. március 23. |